# Sauvignon
Il Sauvignon (chiamato anche Sauvignon blanc) è un vitigno a bacca bianca, proveniente dalla zona francese di Bordeaux. Il nome deriva dalla parola francese sauvage ("selvaggio"), aggettivo dovuto alle sue origini di pianta autoctona del sud-ovest francese.

## Caratteristiche generali
Si tratta di uno dei più diffusi vitigni a bacca bianca nel mondo  della produzione vitivinicolo, con il quale è possibile produrre vini bianchi freschi con una marcata impronta varietale. Il vitigno Sauvignon blanc, grazie alla sua capacità di adattamento, è coltivato estensivamente in Francia, Australia, Nuova Zelanda, Sudafrica, California e Sud America, con una piccola quota anche in Italia.
A seconda del clima, le uve Sauvignon possono dare ai vini sentori erbacei o di frutta fresca. In ogni caso, i vini risultanti sono destinati ad un veloce consumo, dato che l'invecchiamento superiore a un anno non dà effetti migliorativi sulle caratteristiche organolettiche nella maggior parte dei casi. Gli abbinamenti migliori lo vedono accompagnato a piatti di pesce e formaggi.

## Vinoterapia
Viene utilizzato nella vinoterapia per le sue proprietà calmanti, particolarmente adatto per i massaggi.